# Ян Арнолд
Ян Арнолд (на шведски: Jan Arnald) е шведски журналист, литературен критик и писател, автор на бестселъри в жанра трилър. Пише и под псевдонима Арне Дал (на шведски: Arne Dahl).

## Биография и творчество
Ян Арнолд е роден на 11 януари 1963 г. в Солентюна, предградие на Стокхолм, Швеция.
Има докторат по литература от 1995 г. с „Genrernas tyranni“ за писателя Артур Лундквист. След дипломирането си работи като журналист и литературен критик във вестниците „Гьотеборг-Постен“ и „Афтонбладет“. От 2001 г. става редактор на списанието на Шведската академия – „Артес“ до закриването му през 2005 г.
Дебютният чу роман „Chiosmassakern“ е издаден през 1990 г. В следващите години пише няколко романа, от които най-известен е „Barbarer“, поезия и проза.
През 1999 г. е издаден първият му криминален трилър „Мистериозо“ от поредицата „А-групата“ под псевдонима Арне Дал – анаграма на името му. В продължение на 5 години успява да остане абсолютно анонимен. Романите от поредицата стават бестселъри и го правят известен. През 2007 г. е удостоен със специалната награда за развитие на криминалната литература от Шведската академия. В периода 2011 – 2015 г. поредицата е екранизирана в телевизионни минисериали с участието на Малин Арвидсон, Ирене Линд, Натали Миневик, Шанти Рони, и др.
През 2011 г. е публикуван първият трилър „Viskleken“ (Шепот) от криминалната поредица „Опкоп“. В нея се представя историята на дейността на специално звено под прикритие на Европол с участието на някои от героите от „А-групата“. Книгата е удостоена с литературната награда на Шведската академия за най-добър шведски криминален роман.
През 2016 г. започва новата си криминална поредица „Предградия“ с романа „Utmarker“, в който главни герои са детективите Сам Бергер и Моли Блом.
Произведенията на писателя са преведени на над 30 езика и са издадени в над 3 милиона екземпляра по света.
От 2006 г. е главен редактор на литературния вестник и независима издателска къща „Aiolos“.
Ян Арнолд живее със семейството си в Сьодермалм, Стокхолм, и Берлин.

## Произведения

### Като Ян Арнолд

#### Самостоятелни романи
- Chiosmassakern (1990)
- Barbarer (2001)
- Maria och Artur (2006) – автобиографичен
- Intimus (2010)

#### Сборници
- Nalkanden (1992) – поезия
- 3 variationer (1996) – проза
- Klä i ord (1997)

### Като Арне Дал

#### Самостоятелни романи
- Elva (2008)

#### Серия „А-групата“ (Intercrime)
1. Misterioso (1999)
Мистериозо, изд.: ИК „Ентусиаст“, София (2012), прев. Цвета Добрева
2. Ont blod (1998)
3. Upp till toppen av berget (2000)
4. Europa blues (2001)
5. De största vatten (2002)
6. En midsommarnattsdröm (2003)
7. Dödsmässa (2004)
8. Mörkertal (2005)
9. Efterskalv (2006)
10. Himmelsöga (2007)

#### Серия „Опкоп“ (Opcop)
1. Viskleken (2011) – награда на Шведската академия за най-добър криминален роман
2. Hela havet stormar (2012)
3. Blindbock (2013)
4. Sista paret ut (2014)

#### Серия „Предградия“ (Utmarker)
1. Utmarker (2016)

### Екранизации
- 2008 Oskyldigt dömd – ТВ сериал, съавтор история, 7 епизода
- 2011 Arne Dahl: Misterioso – ТВ филм, по романа
- 2012 Arne Dahl: Ont blod – ТВ филм
- 2012 Arne Dahl: Upp till toppen av berget – ТВ минисериал, по романа, 2 епизода
- 2012 Arne Dahl: De största vatten – ТВ минисериал, по романа, 2 епизода
- 2012 Arne Dahl: Europa blues – ТВ минисериал, по романа, 2 епизода
- 2015 Arne Dahl: En midsommarnattsdröm – ТВ минисериал, по романа, 2 епизода
- 2015 Arne Dahl: Dödsmässa – ТВ минисериал, по романа, 2 епизода
- 2015 Arne Dahl: Mörkertal – ТВ минисериал, по романа, 2 епизода
- 2015 Arne Dahl: Efterskalv – ТВ минисериал, по романа, 2 епизода
- 2015 Arne Dahl: Himmelsöga – ТВ минисериал, по романа, 2 епизода